# جاسبر (تينيسي)
جاسبر (بالإنجليزية: Jasper, Tennessee)‏ هي بلدة تقع في مقاطعة ماريون (تينيسي) بولاية تينيسي في الولايات المتحدة. تأسست عام 1820، تبلغ مساحتها (كم²)، وترتفع عن سطح البحر م، بلغ عدد سكانها 3279 نسمة في عام 2010 حسب إحصاء مكتب تعداد الولايات المتحدة .

## أعلام
- بيتر تيرني
- ليزلي روجرز دار
- بوب لونغ
- إدي براون
- جوزيف إدغار براون

## وصلات خارجية
- The US50 - Cities and Towns in Tennessee State
- Tennessee Cities and Towns, Facts, Map, Flag, Colleges, Government, and More